# Sergi Roberto
Sergi Roberto Carnicer (* 7. Februar 1992 in Reus, Provinz Tarragona) ist ein spanischer Fußballspieler. Der Mittelfeldspieler steht aktuell beim italienischen Verein Como 1907 unter Vertrag, zuvor spielte er von 2010 bis 2024 bei der Profimannschaft des FC Barcelona, nachdem er mehrere Jahre in der Jugend des Vereins verbracht hat. Er wurde sieben Mal spanischer Meister und gewann zwei Mal die UEFA Champions League, darunter auch das Triple Barcelonas in der Saison 2014/15.

## Karriere

### Verein
Roberto spielte bis 2006 für Gimnàstic de Tarragona und für seinen Heimatklub FC Reus. Er wurde im Alter von 14 Jahren in die Jugendakademie des FC Barcelona aufgenommen. In der B-Jugend war er in der Saison 2008/09 der beste Torschütze seines Teams und stieg in der darauffolgenden Saison in die A-Jugend auf, wurde aber auch regelmäßig in der Reservemannschaft des FC Barcelona eingesetzt. Der damals 17-Jährige bestritt in dieser Saison 22 Spiele für Barcelona B und stieg mit der Mannschaft am Ende der Saison in die Segunda División auf. Roberto gewann mit allen vier Jugendmannschaften, in denen er eingesetzt wurde, die jeweilige spanische Juniorenmeisterschaft.
Am 10. November 2010 debütierte Sergi Roberto für die A-Mannschaft Barcelonas im Pokalspiel gegen AD Ceuta. Am 27. April 2011 kam er zu seinem ersten Einsatz in der Champions League beim Spiel gegen Real Madrid, als er beim 2:0-Sieg von Barcelona kurz vor Schluss eingewechselt wurde. Knappe vier Wochen später bestritt er sein erstes Ligaspiel für die A-Mannschaft des FC Barcelona. Beim letzten Ligaspiel der Saison 2010/11 spielte er über volle 90 Minuten beim 3:1-Auswärtserfolg gegen den FC Málaga. Zur Saison 2013/14 rückte Roberto endgültig in den Kader der ersten Mannschaft auf.
Zur Saison 2018/19 wurde Roberto vom Trainer Ernesto Valverde hinter Lionel Messi, Sergio Busquets und Gerard Piqué zum vierten Mannschaftskapitän ernannt.
Im März 2023 wurde sein Vertrag bei den Katalanen um ein weiteres Jahr bis Juni 2024 verlängert. Nach dem Abgang von Sergio Busquets wurde er von Xavi zur Saison 2023/24 zum neuen Mannschaftskapitän ernannt.
Im August 2024 gaben der FC Barcelona und Roberto bekannt, dass der bereits im Juni ausgelaufene Vertrag nicht erneut verlängert wird. Sergi Roberto hat den Verein damit nach insgesamt 18 Jahren verlassen. Daraufhin wechselte er zum Serie-A-Aufsteiger Como 1907.

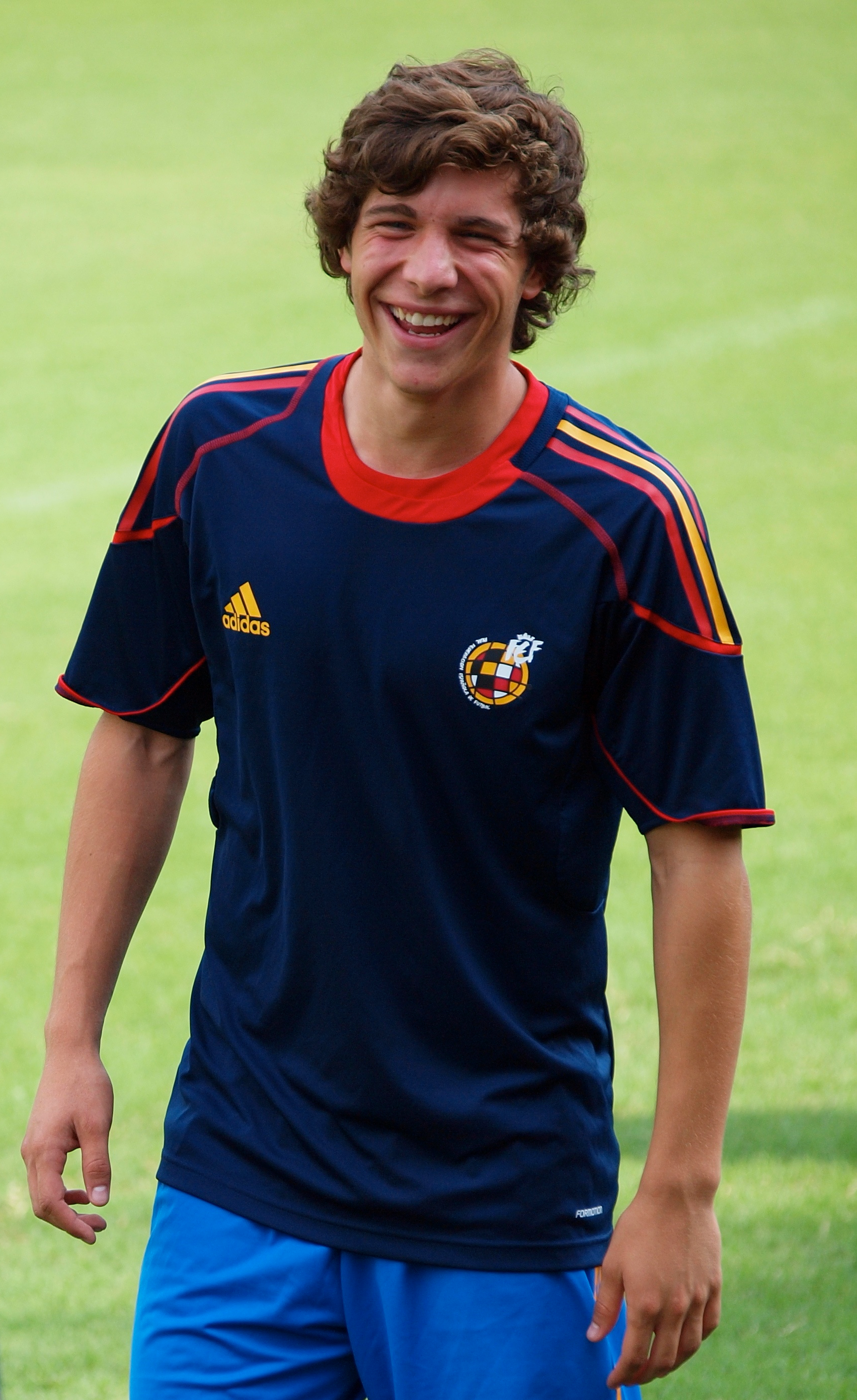
Sergi Roberto, 2010

### Nationalmannschaft
Sergi Roberto spielt regelmäßig für die Juniorennationalmannschaften Spaniens. Mit der spanischen U-17-Auswahl nahm er 2009 an der WM in Nigeria teil. Dabei stand er mit Ausnahme des ersten Gruppenspiels in allen sechs Partien Spaniens in der Startaufstellung. Das Viertelfinale gegen Burkina Faso entschied er durch seine drei Treffer quasi im Alleingang. Spanien musste sich erst im Halbfinale Nigeria geschlagen geben, gewann aber das darauffolgende Spiel um den dritten Platz gegen Kolumbien. Am 27. März 2016 kam er beim 0:0 gegen Rumänien zu seinem ersten A-Länderspiel.

## Persönliches
Roberto ist seit 2018 mit dem israelischen Model Coral Simanovich verheiratet. Das erste Kind des Paares, ein Mädchen namens Kaia, kam im November 2019 auf die Welt.
Seine Mutter verstarb im Dezember 2019 an ALS.

## Erfolge
- Aufstieg in die Segunda División: 2010
- Dritter Platz bei U-17-Weltmeisterschaft 2009
- FIFA-Klub-Weltmeisterschaft: 2015
- Champions-League-Sieger: 2011, 2015
- UEFA Super Cup: 2011, 2015
- Spanische Meisterschaft: 2015, 2016, 2018, 2019, 2023
- Spanischer Pokalsieger: 2015, 2016
- Spanischer Superpokal: 2023